# 服部美穂
服部 美穂（はっとり みほ、栗原 美穂（くりはら　みほ）1989年3月22日 - ）は、岐阜県岐阜市出身の日本の女優、アイドル。

## プロフィール
- 1989年3月22日、岐阜県岐阜市出身。ユニット「Liar」のメンバー。
- 身長164cm、体重46.5 kg。O型。
- 特技は剣道、バレーボール、マジック。
- 趣味はカラオケ、ミサンガ作り、散歩

## 出演

### テレビドラマ
- フルスイング（2007年、NHK総合） - ドラマデビュー作。
- 温泉マル秘大作戦!6（2008年、テレビ朝日）
- オーバー30（2009年、CBC）

### CM
- 東進ハイスクール